# 市道186號
市道186號 維新－大樹，是目前唯一全線均位於高雄市境內的東西向市道，西起永安區維新，東至大樹區檨子腳，全長共計33.998公里。
- 位於永安區維新的市道186號起點牌（2012年2月15日拍攝）

## 支線

### 甲線
市道186甲線 大社－大坑，全線均位於高雄市境內，西起大社區大社市區，東至高雄市大樹區圍內，全長12.773公里。

## 歷史沿革
主線
市道186號早年於1961年公告，路線名稱為縣道186號 維新－九曲堂，全長39.790公里。後大樹－九曲堂段調整為今區道高59線（原鄉道高59線），並經數次里程調整成今日路線。2013年起解編，改制為市道186線。
甲線
市道186甲線，原為縣道186甲線 大社－姑婆寮。2014年7月溪埔國中旁直通台29線道路正式通車，同年10月公告納入路線改名為市道186甲線 大社－大坑。

## 行經行政區域
主線
全線均位於高雄市境內。
| 永安區 | 維新                      | 0.000  | 台17線            | 公路起點                      |
| 岡山區 | 本洲                      | －     | （地區道路）      |                               |
| 永安區 | 維新                      | －     | （地區道路）      |                               |
| 岡山區 | 本洲                      | 1.961  | 高17線            | 高17線終點                    |
| 岡山區 | －                        |        |                   |                               |
| 岡山區 | 前峰                      | －     | 高28線            |                               |
| 岡山區 | 前峰                      | －     | 高27線            | 高27線起點                    |
| 岡山區 | 前峰                      | 5.621  | 台19甲線          | 與台19甲線共線起點            |
| 岡山區 | 後協                      | 5.621  | 台19甲線          | （同上）                      |
| 岡山區 | 後協                      | －     | 台19甲線 · 高25線 | 與台19甲線共線終點 高25線起點 |
| 岡山區 | 街尾崙                    | －     | （地區道路）      |                               |
| 岡山區 | 7.3 跨越台1線、縱貫線南段 |        |                   |                               |
| 岡山區 | 大寮                      | －     | （地區道路）      |                               |
| 岡山區 | 下庄                      | －     | （地區道路）      |                               |
| 燕巢區 | 吊鷄林                    | －     | （地區道路）      |                               |
| 燕巢區 | 岡山交流道                | 10.550 | 國道一號          |                               |
| 燕巢區 | 吊鷄林                    | 10.850 | 高35線            | 與高35線共線起點              |
| 燕巢區 | 安招                      | －     | 高35線            | 與高35線共線終點              |
| 燕巢區 | 新厝                      | －     | （地區道路）      |                               |
| 燕巢區 | 燕巢市區                  | 14.250 | 高29線 · 高38線   | 高29線終點 高38線起點         |
| 燕巢區 | 燕巢市區                  | －     |                   |                               |
| 燕巢區 | 燕巢市區                  | －     | 高34線            | 高34線終點                    |
| 燕巢區 | 角宿                      | －     | 高44線            | 高44線起點                    |
| 燕巢區 | 角宿                      | －     | 高35線            | 高35線終點                    |
| 燕巢區 | 角宿                      | －     |                   |                               |
| 燕巢區 | 角宿                      | －     | （地區道路）      |                               |
| 燕巢區 | －                        |        |                   |                               |
| 燕巢區 | 鳳山厝                    | －     | 高36線            | 高36線終點                    |
| 燕巢區 | 鳳山厝                    | 18.343 | 台22線            | 與台22線共線起點              |
| 燕巢區 | 鳳山厝                    | －     |                   |                               |
| 燕巢區 | 鳳山厝                    | －     | 台22線 · 高46線   | 高46線起點                    |
| 大社區 | 保舍甲                    | －     | 台22線            | 與台22線共線終點              |
| 大社區 | 保舍甲                    | －     | 高46-1線          | 高46-1線起點                  |
| 大社區 | 竹圍                      | －     | （地區道路）      |                               |
| 大社區 | －                        |        |                   |                               |
| 大社區 | 大社市區                  | －     | 高47線            |                               |
| 大社區 | 大社市區                  | 19.450 | 市道186甲線       | 市道186甲線起點               |
| 大社區 | 三奶壇                    | －     | 高47-1線 · 高51線 | 高47-1線終點 高51線起點       |
| 大社區 | 林子邊                    | －     | 高50線            | 高50線起點                    |
| 仁武區 | 後安                      | －     | （地區道路）      |                               |
| 仁武區 | 仁武市區                  | －     | 高52-1線          |                               |
| 仁武區 | 仁武市區                  | 23.450 | 高53線            | 高53線起點                    |
| 仁武區 | 仁武市區                  | －     | 高52線            | 高52線起點                    |
| 仁武區 | 新                        | －     | （地區道路）      |                               |
| 仁武區 | 仁武交流道                | 23.950 | 國道十號          | 國道十號僅設東出西入          |
| 仁武區 | 新                        | －     | （地區道路）      |                               |
| 仁武區 | 仁武市區                  | －     | （地區道路）      |                               |
| 仁武區 | －                        |        |                   |                               |
| 仁武區 | 烏材林                    | －     | 高55線            | 高55線起點                    |
| 仁武區 | 烏材林                    | －     |                   |                               |
| 仁武區 | 烏材林                    | －     | 高52-1線          | 高52-1線終點                  |
| 仁武區 | 烏材林                    | －     | 高54線            | 高54線起點                    |
| 大樹區 | 和山                      | －     | （地區道路）      |                               |
| 大樹區 | －                        |        |                   |                               |
| 大樹區 | 興山                      | －     | （地區道路）      |                               |
| 大樹區 | 檨子腳                    | 33.998 | 台29線            | 公路終點                      |
| 共線   |                           |        |                   |                               |

甲線
全線均位於高雄市境內。
| 大社區 | 大社市區 | 0.000  | 市道186號    | 公路起點          |  |
| 大社區 | 三奶壇   | －     | （地區道路） |                   |  |
| 大社區 | 大社市區 | －     | （地區道路） |                   |  |
| 大社區 | 加蚋崎   | －     | （地區道路） |                   |  |
| 仁武區 | 前埔厝   | －     | 高52線       | 高52線終點        |  |
| 大社區 | 牛食坑   | －     | （地區道路） |                   |  |
| 仁武區 | 前埔厝   | －     | （地區道路） |                   |  |
| 大樹區 | 石壁寮   | －     | 高46線       | 高46線終點        |  |
| 大樹區 | －       |        |              |                   |  |
| 大樹區 | 龍眼宅   | －     | （地區道路） |                   |  |
| 大樹區 | －       |        |              |                   |  |
| 大樹區 | 三腳厝   | －     | （地區道路） |                   |  |
| 大樹區 | 竹腳厝   | －     | （地區道路） |                   |  |
| 大樹區 | 大道公厝 | －     | 高145線      | 與高145線共線起點 |  |
| 大樹區 | 大道公厝 | －     | 高145線      | 與高145線共線終點 |  |
| 大樹區 | 大坑     | 12.773 | 台29線       | 公路終點          |  |
|        |          |        |              |                   |  |

## 沿線路名
| 主線 - 維新路 - 本洲路 - 前峰路 - 中華路 - 仁壽路 - 介壽路 - 介壽東路 - 安招路 - 安北路 - 中民路 - 中興路 - 角宿路 - 鳳旗路 - 中正路（大社區） - 三民路 - 中正路（仁武區） - 仁林路 - 澄觀路二段 - 水管路三段 - 和山路 - 興山路 - 中興東路 | 甲線 - 中山路 - 翠屏路 - 學府路 - 學城路 - 三和路 - 溪埔路1巷1弄 |

## 沿線景點
| 主線 - 永安工業區 - 岡山本洲工業區 - 國軍高雄總醫院岡山分院 - 高雄市岡山區兆湘國民小學 - 高雄市政府文化局岡山文化中心 - 岡山交流道（ 國道一號） - 高雄市燕巢區安招國民小學 - 高雄市燕巢區公所 - 高雄市立燕巢國民中學 - 義大醫院 - 義守大學醫學院 - 內政部警政署保安警察第五總隊第一大隊 - 高雄市立仁武高級中學 - 仁武交流道（ 國道十號） | 甲線 - 高雄市立大社國民中學 - 觀音山 - 觀音山大覺寺 - 高雄市私立義大國際高級中學 - 義守大學 - 義大世界 - 義大世界購物廣場 - 義大皇家劇院 - 義大遊樂世界 - 高雄市立溪埔國民中學 |